# Microregiunea Zirc
Microregiunea Zirc (în maghiară Zirci kistérség) a fost o microregiune statistică (kistérség) din județul Veszprém, Ungaria.
Cu o populație de 19.857 locuitori și o suprafață de 339,3 km2, aceasta a existat până în 2014, când în Ungaria, microregiunile ”kistérségek” au fost înlocuite de districte (járások).